# Zweiblättrige Waldhyazinthe
Die Zweiblättrige Waldhyazinthe (Platanthera bifolia), auch Weiß-Waldhyazinthe oder Weiße Waldhyazinthe genannt, ist eine Art aus der Gattung der Waldhyazinthen (Platanthera) in der Familie der Orchideengewächse (Orchidaceae). Sie wurde vom Arbeitskreis Heimische Orchideen zur Orchidee des Jahres 2011 gewählt.

## Herkunft der Trivialnamen

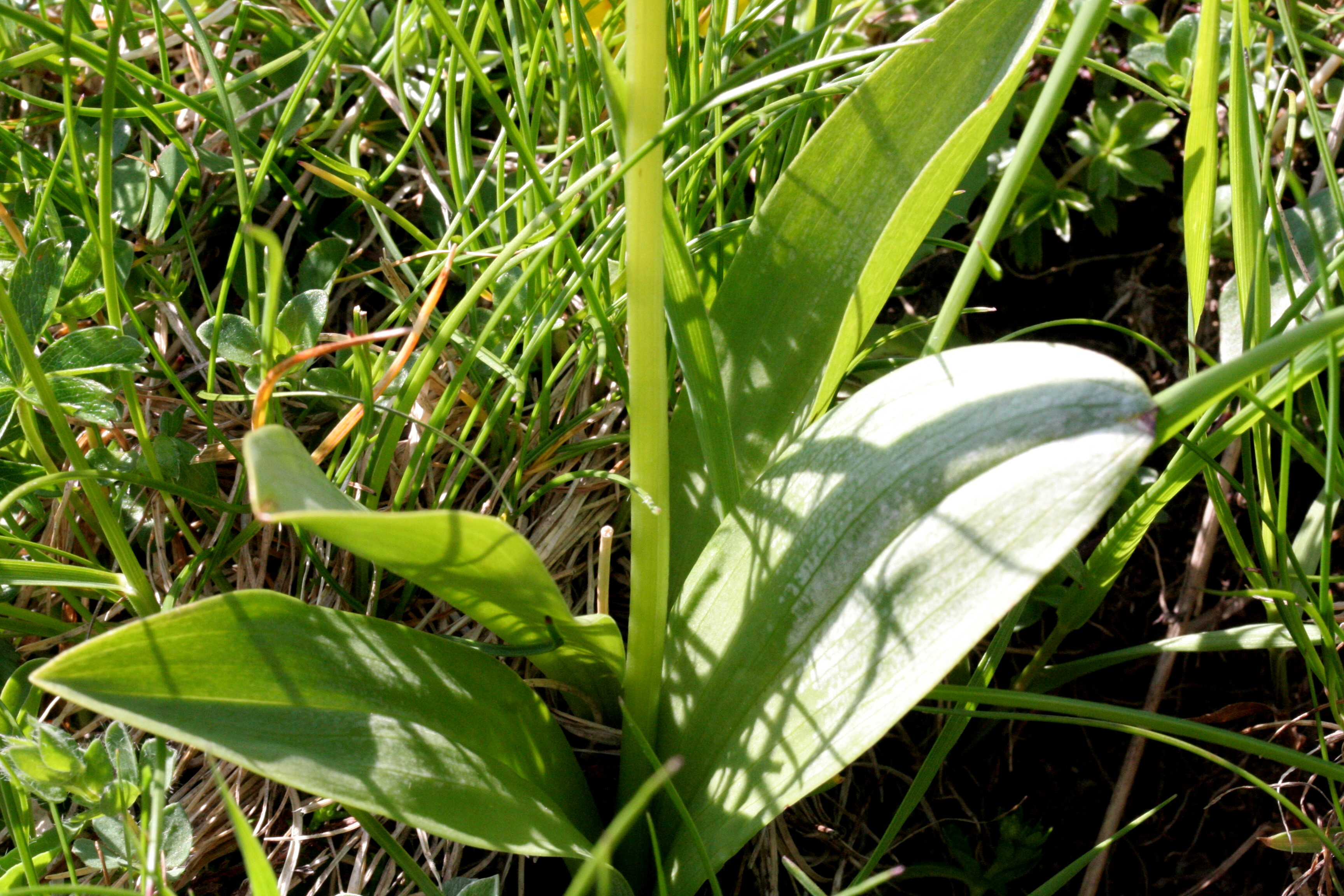
Die zwei typischen grundständigen Laubblätter

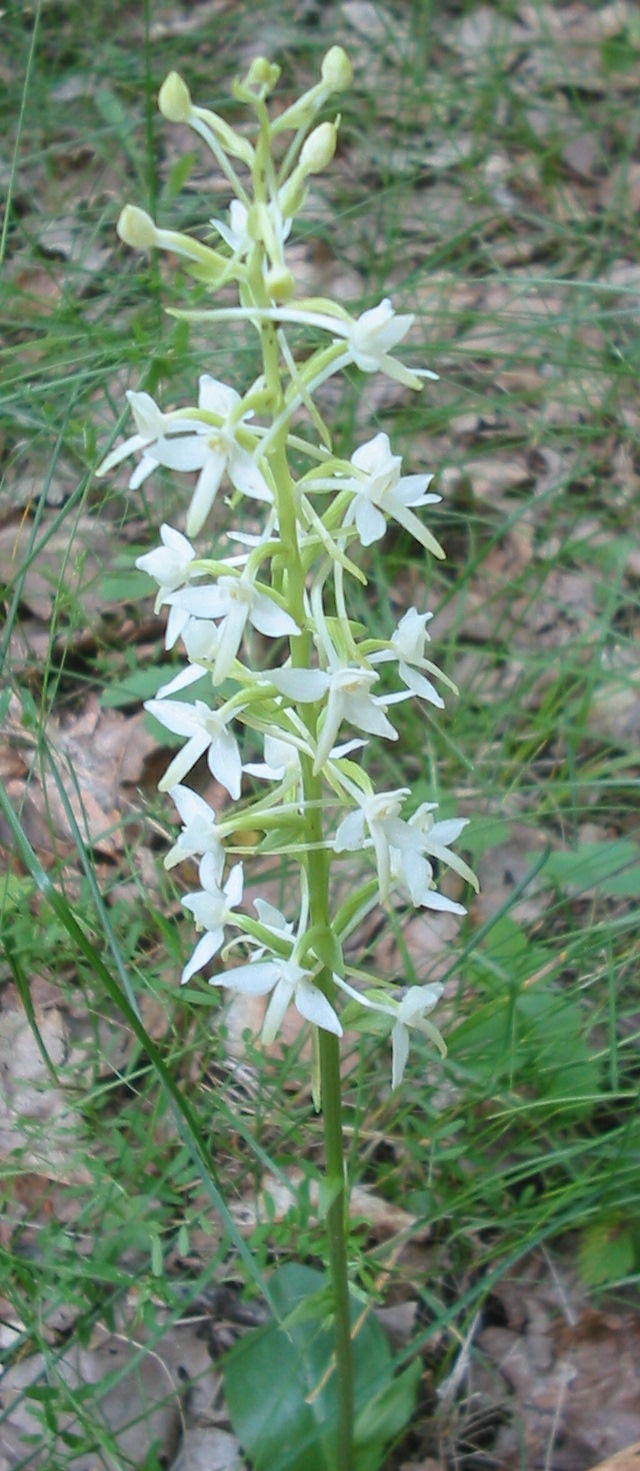
Blütenstand

Bei dem deutschen Gattungsnamen hat sich der Name „Waldhyazinthe“ gegenüber weiteren Namen wie: „Kuckucksblume“ oder „Breitkölbchen“ behauptet. Der deutsche Namenszusatz „zweiblättrig“ ist eine Übersetzung des botanischen Epithetons.

## Beschreibung

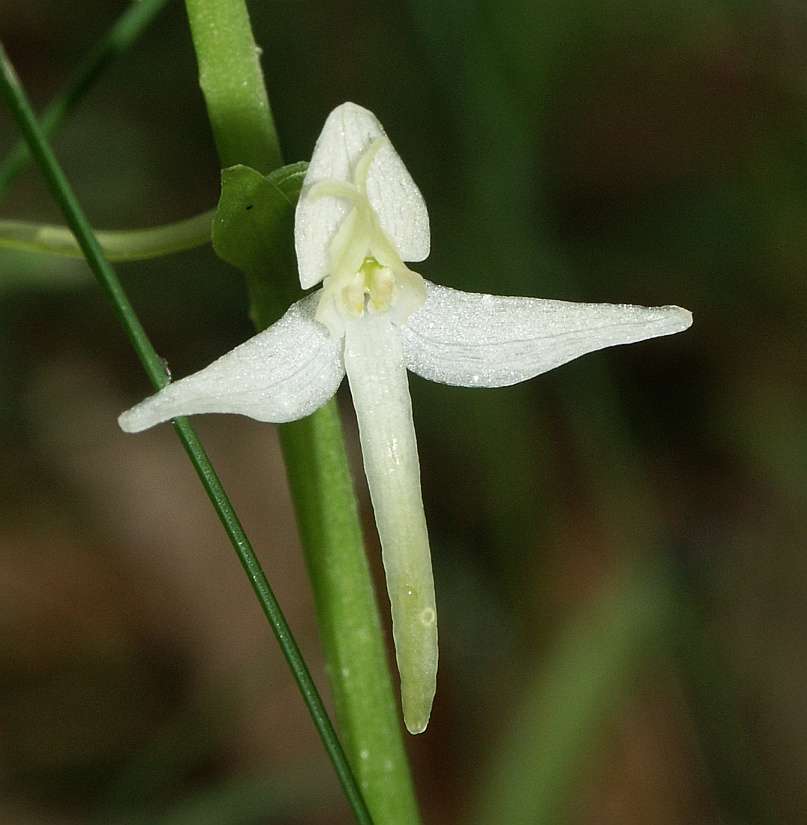
Zygomorphe Blüte

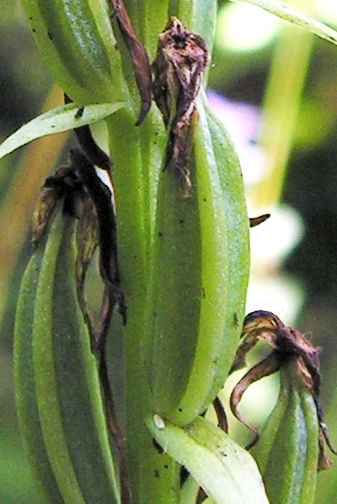
Kapselfrucht

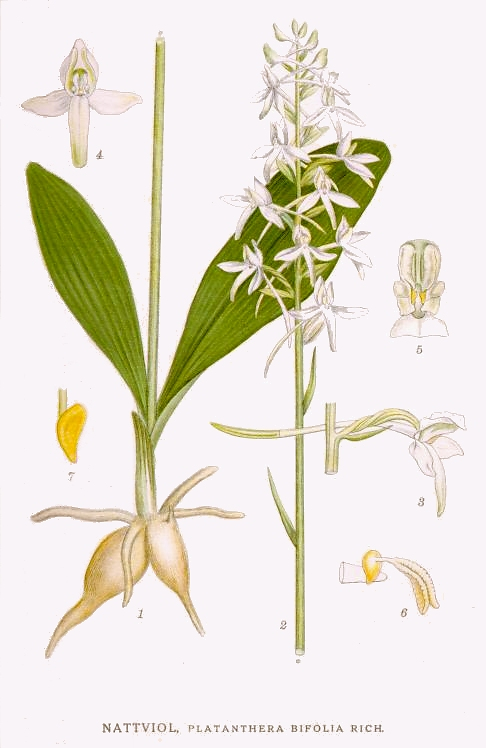
Platanthera bifolia
Illustration in:
C. A. M Lindman:
Bilder ur Nordens Flora
Stockholm, 1917–1927, Tafel 406

### Erscheinungsbild und Blatt
Die Zweiblättrige Waldhyazinthe ist eine ausdauernde krautige Pflanze, die Wuchshöhen von 20 bis 50 Zentimetern erreicht; kräftige Pflanzen werden gelegentlich auch bis zu 60 Zentimeter hoch. Die Überdauerungsorgane dieses Geophyten sind zwei ungeteilte rübenförmige Knollen mit einem wurzelförmigen Fortsatz am Ende. Es sind ein bis zwei, selten auch drei grundständige und gegenständige Laubblätter vorhanden. Die einfachen Grundblätter sind bei einer Länge von 6 bis 22 Zentimetern sowie einer Breite von 3 bis 6 Zentimetern länglich eiförmig. Die Blattflächen sind hellgrün mit einem geringen silbrigen Glanz auf der Unterseite. Kurze, lanzettliche Blätter sind am Stängel verteilt.

### Blütenstand und Blüte
Die Blütezeit beginnt ein bis zwei Wochen nach der Grünlichen Waldhyazinthe (Platanthera chlorantha) und dauert von Juni bis August. Der ährige Blütenstand trägt etwa 8 bis 40 Blüten. Die Tragblätter sind länger als der Fruchtknoten.
Die zwittrigen Blüten sind zygomorph und dreizählig. Die schlanken seitlichen Blütenhüllblätter des äußeren Perigonkreises sind 9 bis 13 Millimeter lang, 3 bis 6 Millimeter breit und stehen waagrecht ab. Das mittlere Blütenhüllblatt ist eiförmig und bildet mit den seitlichen Blütenhüllblättern des inneren Perigonkreises einen offenen „Helm“. Die schlanken inneren Blütenhüllblätter sind 5 bis 9 Millimeter lang und 2 bis 4 Millimeter breit. Sie sind an der Spitze nach außen geschwungen. Die Lippe (das mittlere Blütenhüllblatt) ist 8 bis 16 Millimeter lang und 2 bis 4 Millimeter breit. Die Pollinien sind parallel angeordnet und liegen dicht beieinander. Dies ist das deutlichste Unterscheidungsmerkmal zur Grünlichen Waldhyazinthe. Der dünne Sporn ist etwa bis zur Hälfte mit Nektar gefüllt.

### Chromosomensatz
Die Chromosomengrundzahl beträgt x = 21. Bei der Zweiblättrigen Waldhyazinthe liegt Diploidie vor, also 2n = 42.

## Ökologie
Wie bei anderen Orchideen auch enthält der Same dieser Art keinerlei Nährgewebe für den Keimling. Die Keimung erfolgt daher nur bei Symbiose mit einem Wurzelpilz (Mykorrhiza).
Die Zweiblättrige Waldhyazinthe wird von Nachtfaltern bestäubt. In dem Sporn der Blüten ist reichlich Nektar vorhanden. Die Pollenpakete kleben sich an die Rüssel der Bestäuber beidseitig an. Auf diese Weise gelangen sie sicher auf die Narbe der nächsten Waldhyazinthenblüte, die der Nachtfalter besucht. Die Blüte duftet nur während der Nacht und wird daher von nachtaktiven, langrüsseligen Schmetterlingen bestäubt.

## Vorkommen
Die Zweiblättrige Waldhyazinthe ist nahezu im gesamten Europa verbreitet. Sie fehlt nur in den Ländern Island und Moldau. Vorkommen in  Tunesien und Algerien gehören zu Künkeles Waldhyazinthe (Platanthera bifolia var. kuenkelei). In Skandinavien beschränkt sich das Vorkommen auf die küstennahen Regionen. Von Europa aus reicht die Verbreitung bis Kaukasien und den Iran. Weiter nach Osten bis Sibirien und zur Mongolei endet das Verbreitungsgebiet allmählich; hier dringt sie dann auch kaum in den Norden vor.
In Deutschland ist die Zweiblättrige Waldhyazinthe am stärksten auf der Schwäbischen und Fränkischen Alb, den Alpen, Alpenvorland und rund um das Thüringer Becken verbreitet. Die Art bevorzugt also vorwiegend Mittelgebirgs- bis Gebirgslagen. Sie war ehemals auch in der norddeutschen Tiefebene verbreitet. Viele dieser Standorte sind aber bereits vor 1980 erloschen. Im Großen Moor bei Becklingen hat sich nach dessen Renaturierung wieder ein ansehnlicher Bestand entwickelt.
In Österreich kommt die Zweiblättrige Waldhyazinthe zerstreut in allen Bundesländern vor. In Kärnten etwa ist sie in allen Landesteilen weit verbreitet. In der Schweiz ist sie noch relativ weit mit wenigen Lücken verbreitet. Die ökologischen Zeigerwerte nach Landolt et al. 2010 sind in der Schweiz: Feuchtezahl F = 3+w+ (feucht aber stark wechselnd), Lichtzahl L = 3 (halbschattig), Reaktionszahl R = 3 (schwach sauer bis neutral), Temperaturzahl T = 3+ (unter-montan und ober-kollin), Nährstoffzahl N = 2 (nährstoffarm), Kontinentalitätszahl K = 3 (subozeanisch bis subkontinental).
Die Zweiblättrige Waldhyazinthe gedeiht am besten auf basenreichen Lehm- oder Tonböden mit guter Humusbeimischung. Sie bevorzugt Laubmischwälder, sie geht aber auch in Heiden, auf Bergwiesen, in ungenutzte Sumpfwiesen, in Flachmoore sowie in trockene Gebüsche. Sie steigt in den Alpen bis in Höhenlagen von über 2000 Meter auf. In den Allgäuer Alpen kommt sie im Tiroler Teil an der Jöchelspitze bis zu 2100 m Meereshöhe vor. Nach Baumann und Künkele hat die Art in den Alpenländern folgende Höhengrenzen: Deutschland 20–1620 Meter, Frankreich 0–2220 Meter, Schweiz 260–1900 Meter, Liechtenstein 470–1550 Meter, Österreich 280–1600 Meter, Italien 2–2500 Meter, Slowenien 20–1490 Meter. In Europa kommt die Art zwischen 0 und 2500 Metern Meereshöhe vor.
In Mitteleuropa kommt sie zerstreut vor, im Tiefland ist sie selten und über Silikatgestein fehlt sie gebietsweise. An ihren Standorten bildet sie meist kleinere, sehr lockere Bestände.
Die Zweiblättrige Waldhyazinthe besiedelt Waldränder, Laub-, Misch- und Nadelwälder, Borstgrasrasen, Magerrasen, moorige Wiesen, alpine Wiesen und Weiden. In der Regel sind ihre Standorte nicht sehr basenreich und tendieren oft in den leicht sauren Bereich. Es gibt aber auch Standorte auf besonders kalkreichen Böden.
Sie findet sich in den Pflanzengesellschaften (Pflanzensoziologische Einheiten nach Oberdorfer):
- Verband Alno-Ulmion minoris (Auenwälder)
- Verband Cytiso ruthenici-Pinion
- Unterverband Galio rotundifolii-Abietenion
- Verband Erico-Pinion (Schneeheide-Kiefernwälder)
- Verband Quercion roboris
- Ordnung Nardetalia (Borstgrasgesellschaften)
- Verband Mesobromion erecti
- Ordnung Molinietalia caeruleae

## Naturschutz und Gefährdung
Wie alle in Europa vorkommenden Orchideenarten steht auch die Zweiblättrige Waldhyazinthe unter strengem Schutz europäischer und nationaler Gesetze. Die Art ist in Deutschland durch die BArtSchV besonders geschützt.
- Rote Listen:

- Rote Liste Deutschland: 3
- Rote Liste Bundesländer: Baden-Württemberg:4, Bayern:ungefährdet, Brandenburg:2, Hessen:3, Niedersachsen:2, Mecklenburg-Vorpommern:2, Nordrhein-Westfalen:3, Rheinland-Pfalz:3, Saarland:3, Sachsen:2, Sachsen-Anhalt:3, Thüringen:3.

- Rote Liste Österreich: In Österreich gilt die Art nur im nördlichen Alpenvorland als regional gefährdet.

Gefährdet ist die Zweiblättrige Waldhyazinthe vor allem außerhalb der Wälder. Eutrophierung und zu frühe Mahd vor der Samenreife lassen die Bestände schrumpfen.

## Systematik
Die Erstveröffentlichung erfolgte 1753 unter dem Namen (Basionym) Orchis bifolia durch Carl von Linné in seinem Werk Species Plantarum Tomus II, S. 939. Louis Claude Marie Richard überführte diese Art 1817 in De Orchideis Europaeis Annotationes S. 35 in die von ihm aufgestellte Gattung Platanthera Rich. Die große Breite der Anthere bei dieser Art gab der Gattung Platanthera ihren Namen (altgriechisch πλατύς platys, deutsch ‚breit‘, ‚platt‘ und ανθέρα anthera, deutsch ‚Staubbeutel‘). Das botanische Artepitheton bifolia bezieht sich auf die zwei gegenständigen Laubblätter dieser Art; ein morphologisches Merkmal, das aber auch weitere Arten dieser Gattung besitzen.
Weitere Synonyme für Platanthera bifolia (L.) Rich. sind: Lysias bifolia (L.) Salisb., Habenaria bifolia (L.) R.Br., Sieberia bifolia (L.) Spreng., Satyrium bifolium (L.) Wahlenb., Gymnadenia bifolia (L.) G.Mey.
Es gibt folgende Unterarten und Varietäten:
- Platanthera bifolia (L.) Rich. subsp. bifolia (Syn.: Conopsidium platantherum Wallr., Conopsidium stenantherum Wallr., Habenaria chloroleuca Ridl., Habenaria fornicata Bab., Habenaria virescens Druce nom. illeg., Orchis alba Lam., Orchis ochroleuca Ten., Orchis paucifolia Gaterau, Orchis platanthera (Wallr.) E.H.L.Krause, Orchis stenanthera (Wallr.) E.H.L.Krause, Platanthera brachyglossa (Wallr.) Rchb., Platanthera carducciana Goiran, Platanthera lancifolia (Rohlena) A.W.Hill, Platanthera major (Besser) Linding., Platanthera pervia Peterm., Platanthera satyrioides Rchb. f., Platanthera schuriana Fuss, Platanthera solstitialis Boenn. ex Drejer, Platanthera virescens K.Koch, Platanthera viricimaculata Kraenzl., Platanthera wankelii Rchb., Platanthera bifolia subsp. atropatanica B.Baumann & al., Platanthera bifolia subsp. graciliflora Bisse, Gymnadenia bifolia var. tenuiflora G.Mey., Orchis bifolia var. brachyglossa Wallr., Orchis bifolia var. latissima Tinant, Orchis bifolia var. major Besser, Orchis bifolia var. trifolia Gaudin, Orchis bifolia var. trifoliata Tinant, Orchis bifolia var. virens Tinant, Platanthera bifolia var. atropatanica (B.Baumann & al.) P.Delforge, Platanthera bifolia var. carducciana (Goiran) Hallier & Wohlf., Platanthera bifolia var. conferta Peterm., Platanthera bifolia var. laxa Peterm., Platanthera bifolia var. microglossa Zapal., Platanthera bifolia var. obtusifolia Schur, Platanthera bifolia var. pervia (Peterm.) Asch. & Graebn., Platanthera bifolia var. quadrifolia Peterm., Platanthera bifolia var. simonkaiana Soó, Platanthera bifolia var. tenuiflora (G.Mey.) Thell., Platanthera chlorantha var. wankelii (Rchb.) Nyman, Platanthera montana var. lancifolia Rohlena, Platanthera solstitialis var. brachyglossa (Wallr.) Nyman, Platanthera solstitialis var. densiflora Drejer, Platanthera solstitialis var. latiflora Drejer, Platanthera solstitialis var. patula Drejer, Platanthera solstitialis var. pervia (Peterm.) Rchb. f., Platanthera solstitialis var. trifoliata Thielens)[9]
- Platanthera bifolia var. kuenkelei (H.Baumann) P.Delforge (Syn.: Platanthera kuenkelei H.Baumann, Platanthera bifolia subsp. kuenkelei (H.Baumann) Kreutz): Sie kommt nur in Nordafrika in Algerien und Tunesien vor. Sie ist benannt nach dem Orchideenforscher Siegfried Künkele.
- Platanthera bifolia subsp. latifolia (Drejer) Løjtnant (Syn.: Platanthera fornicata (Bab.) Buttler subsp. fornicata): Sie unterscheidet sich von Platanthera bifolia subsp. bifolia durch einen Sporn, der 20 bis 41 Millimeter lang ist. Sie kommt auch eher an Waldstandorten vor.[8]
- Platanthera bifolia subsp. osca R.Lorenz, Romolini, V.A.Romano & Soca: Sie kommt in Italien vor.[9]
- Platanthera bifolia subsp. subalpina Brügger (Syn.: Platanthera subalpina Brügger, Platanthera solstitialis var. subalpina (Brügger) M.Schulze): Sie kommt in den Alpen von Deutschland, Österreich, der Schweiz und Italien vor.[9]

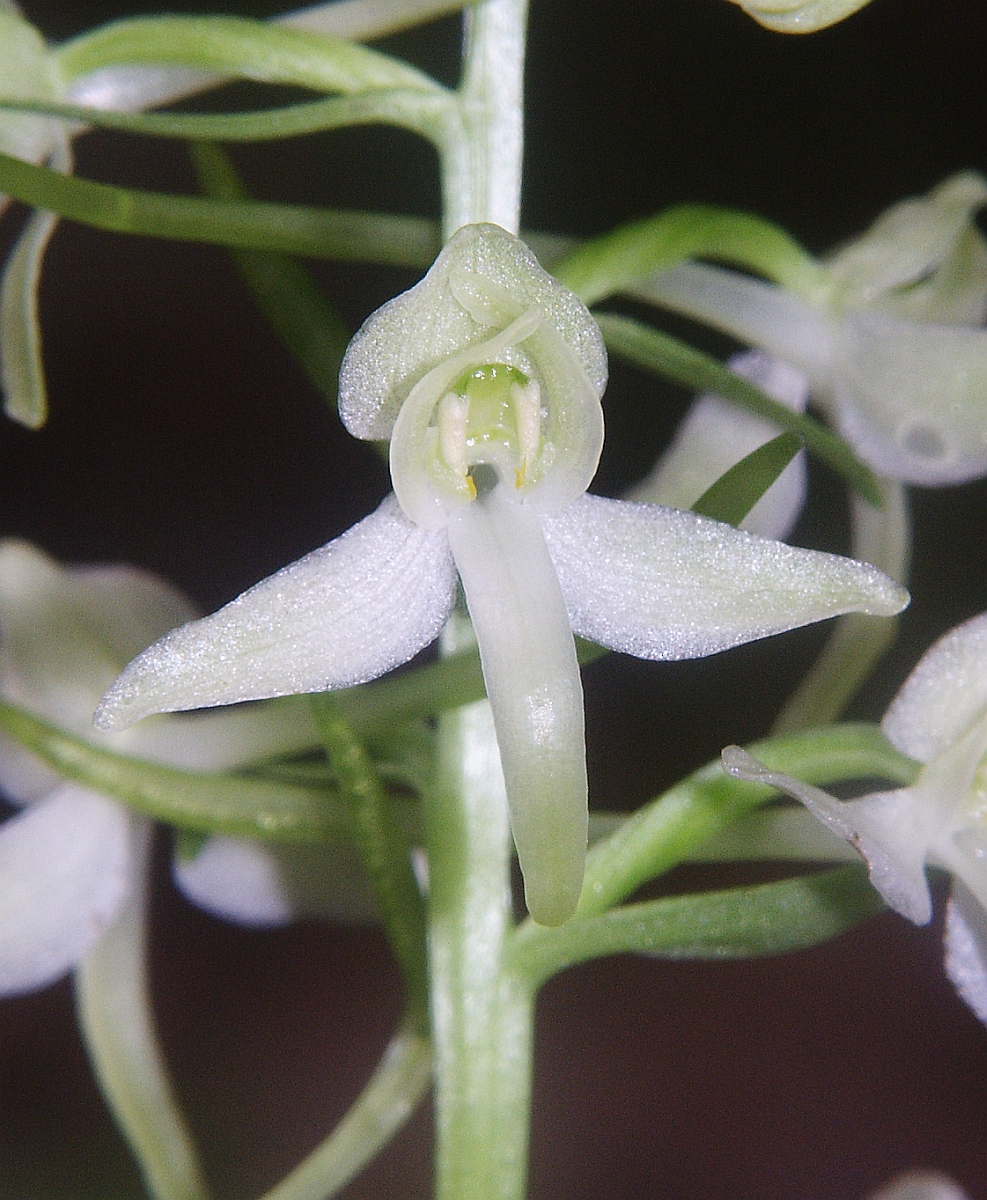
Blüte von Platanthera ×hybrida

Die Zweiblättrige Waldhyazinthe (Platanthera bifolia) kann mit der Grünlichen Waldhyazinthe die Hybriden Platanthera ×hybrida Brügger bilden, wenn beide Arten sich das Biotop teilen. Sie sind nicht einfach zu bestimmen. Hauptsächlich geht dies über die Stellung der Pollenfächer, die eine intermediäre Stellung einnehmen.